# Historia de los judíos en Costa Rica
La historia de los judíos en Costa Rica data desde la conquista española con la llegada de gran cantidad de conversos sefarditas que escapaban de la Inquisición española e instalandose principalmente en la ciudad de Cartago (Costa Rica) y sus alrededores. Ellos ocultaron por todos los medios su pasado judío haciendo que sus descendientes ni siquiera tuvieran idea de ello, dando lugar a lo que actualmente se conoce como criptojudaismo. 
Los judíos actuales se han integrado a la sociedad costarricense e importante cantidad de empresarios, políticos y artistas son judíos. Costa Rica ha tenido cuatro vicepresidentes de origen judío asquenazí; Rebeca Grynspan, Astrid Fischel, Luis Fishman (aunque no ejerció el cargo) y Luis Liberman, así como varios diputados y ministros y una primera dama Doris Yankelewitz y el defensor de derechos humanos Limbés Esnider Cortés Granados, mismo sefardita.
De igual manera muchos de sus descendientes se han visto involucrados en el comercio automotriz, turístico y cafetalero, tomando el control de los tres ejes comerciales que han movido a la República de Costa Rica desde sus orígenes como nación. 

## Historia
El país ha tenido tres grandes oleadas de inmigración judía; la primera, la de sefarditas llegados en tiempos de la colonización que se localizaron principalmente en Cartago y que se convirtieron al catolicismo, que incluso era la religión obligatoria en ese momento. Ellos se asimilaron a la sociedad colonial costarricense y perdieron identidad y tradiciones judías. En el siglo XIX comerciantes sefarditas llegaron de Curazao, Jamaica, Panamá y el Caribe, asentándose en el Valle Central y convirtiéndose al catolicismo. La posible permanencia de criptojudíos que practicaban el judaísmo en secreto en Escazú es señalado por algunos como origen de la leyenda de las «Brujas de Escazú», mito tan arraigado que la figura de la bruja es parte de la identidad del cantón.
La segunda gran emigración aconteció a finales del siglo XIX y principios del XX, en especial debido al ascenso del nazismo en Europa y principalmente proveniente de Polonia. Uno de los poblados que más judíos importaron al país fue Żelechów. Esta población, predominantemente asquenazí, se dedicó principalmente al comercio de puerta en puerta y a pagos, convirtiéndose así en sinónimo de «polaco» este tipo de vendedor. También el gentilicio polaco se volvió sinónimo coloquial de judío. Esta población se ubicó mayormente en San José, especialmente en las zonas de Paseo Colón y La Sabana. La primera sinagoga ortodoxa se funda en San José bajo el nombre Shaarei Zion.
Durante los años treinta el gobierno nacionalista de León Cortés Castro (1936-1940) fue hostil a los judíos y restringió su entrada al país así como implementó políticas que les limitaban su desarrollo económico. Las cosas no mejoraron inmediatamente durante el siguiente gobierno de Rafael Ángel Calderón Guardia (1940-1944) influenciado por el nacionalismo católico, aunque tras la declaración de guerra a las potencias del Eje en 1941 el gobierno se enfocó en la persecución a alemanes, italianos y japoneses. Las relaciones mejoraron definitivamente durante la administración subsecuente de Teodoro Picado Michalski, él mismo hijo de madre judía polaca, quien levantó las restricciones económicas en tiempos de Cortés.
El gobierno calderonista de Picado se enfrentó a una férrea oposición durante esa tensa década. El candidato opositor en las elecciones de 1948 fue Otilio Ulate Blanco, quien había expresado opiniones polémicas en su periódico Diario de Costa Rica. Ulate fue el presunto vencedor de las elecciones aunque con mutuas acusaciones de fraude, lo que causó el desconocimiento de los resultados por parte del oficialismo y finalmente estallido de una revolución. El bando sublevado encabezado por José Figueres y Ulate (y en el que militaban gran cantidad de italianos y alemanes, por obvias razones opositores a Calderón) resultó vencedor. En principio la comunidad judía era vista como cercana al régimen y la Sinagoga de San José fue quemada, sin embargo, Figueres se comprometió con la comunidad judía a no tolerar ataques antisemitas.
Fuera de estas complejas tensiones étnicas de los años cuarenta, la relación de los judíos con el resto de la sociedad costarricense ha sido por lo general estable. Costa Rica votó a favor del establecimiento del Estado de Israel en 1948 y fue junto con El Salvador por muchos años los únicos países con embajadas en Jerusalén.[cita requerida] Esto se modificó en 2007 cuando durante la segunda administración Arias se trasladó a Tel Aviv y se establecieron relaciones diplomáticas con el mundo árabe. Bajo la presidencia de Laura Chinchilla Costa Rica votó a favor del ingreso de Palestina a la ONU y la UNESCO y durante el gobierno de Luis Guillermo Solís la cancillería costarricense condenó la operación Margen Protector en Gaza en 2014.
La tercera gran ola migratoria de judíos se da a partir de los años noventa por parte de estadounidenses e israelíes que se retiran a pasar sus últimos años en Costa Rica.
La comunidad judía tiene su propio cementerio, su propio centro educativo el Instituto Jaim Weizman y un museo histórico.

### Los sefarditas
La más antigua comunidad judía de Costa Rica, los primeros sefardíes arribaron en tiempos coloniales y se asentaron en la capital colonial Cartago, San José, Heredia y Alajuela pero la mayor migración de sefardíes se dio a partir del siglo XIX provinientes de Panamá, Jamaica, Curazao y Saint Thomas,  la mayoría asentándose en Alajuela, San José, Puntarenas y Limón prosperando con el comercio.  Algunas de estas familias fueron los Sasso, los Robles, los Maduro, los Halman, los Méndez-Chumaceiro, los Salas de Lima, los Fuentes, los Santamaría, los Arguedas y, llegando ya conversos, los Lindo y los Piza. Esta comunidad mantuvo lazos sanguíneos y familiares casándose entre sí. También mantuvieron lazos sanguíneos con judíos ubicados en la región latinoamericana específicamente con judíos de las Repúblicas de Argentina y Guatemala, donde hasta la actualidad estas familias siguen manteniendo lazos comerciales, familiares y de profunda hermandad. La enorme mayoría de los matrimonios de esta comunidad han sido previamente planificados desde la infancia de sus miembros, esto para conservar el lazo sanguíneo judío y la pureza étnica de sus miembros. 
Los judíos sefarditas, al igual que los protestantes, musulmanes y bahaíes, eran enterrados en el Cementerio Extranjero indistintamente de su nacionalidad, esto por cuanto dicho camposanto era el único que no era para católicos hasta la secularización de los cementerios en 1884.  Aunque aún después de la creación del Cementerio Hebreo, los sefardíes mantuvieron la costumbre en buena medida de usar el Cementerio Extranjero.

### Los asquenazíes
La comunidad asquenazí, la más numerosa, es casi en su totalidad originaria de Polonia y la mayoría de sinagogas pertenecen a este grupo étnico. Al igual que la sefardí, la comunidad ha mantenido una celosa vinculación familiar entre miembros del mismo grupo.
Ambas comunidades por lo general se mantienen separadas con uniones familiares sólo dentro de la misma línea étnica. Excepción de esto fue la familia Fischel-Robles, tras el matrimonio del odontólogo asquenazí Maximiliano Fischel Hirshberg con la sefardí Ada Robles Sasso, familia a la que pertenece la exvicepresidente Astrid Fischel Volio y los fundadores de la Corporación Farmacéutica Fischel.

## Denominaciones
La mayoría de judíos costarricenses son ortodoxos, liderados por el rabino ortodoxo Gershon Miletzki. También existe una comunidad judía reformista la Congregación B'nei Israel de Costa Rica encabezada por el rabino David Laor. De igual manera la comunidad judía conservadora del movimiento masortí Beith Shalom y la ultraortodoxa Jabad Lubavitch, oficiada por el rabino Hersch Spaltzer.